# 8082 Haynes
8082 Haynes este un asteroid din centura principală de asteroizi.

## Descriere
8082 Haynes este un asteroid din centura principală de asteroizi. A fost descoperit pe 12 iulie 1988 la Observatorul Palomar de Eleanor Francis Helin. Asteroidul prezintă o orbită caracterizată de o semiaxă mare de 2,62 ua, o excentricitate de 0,15 și o înclinație de 13,6° în raport cu ecliptica.